# 北海道道432号暑寒別雨竜停車場線

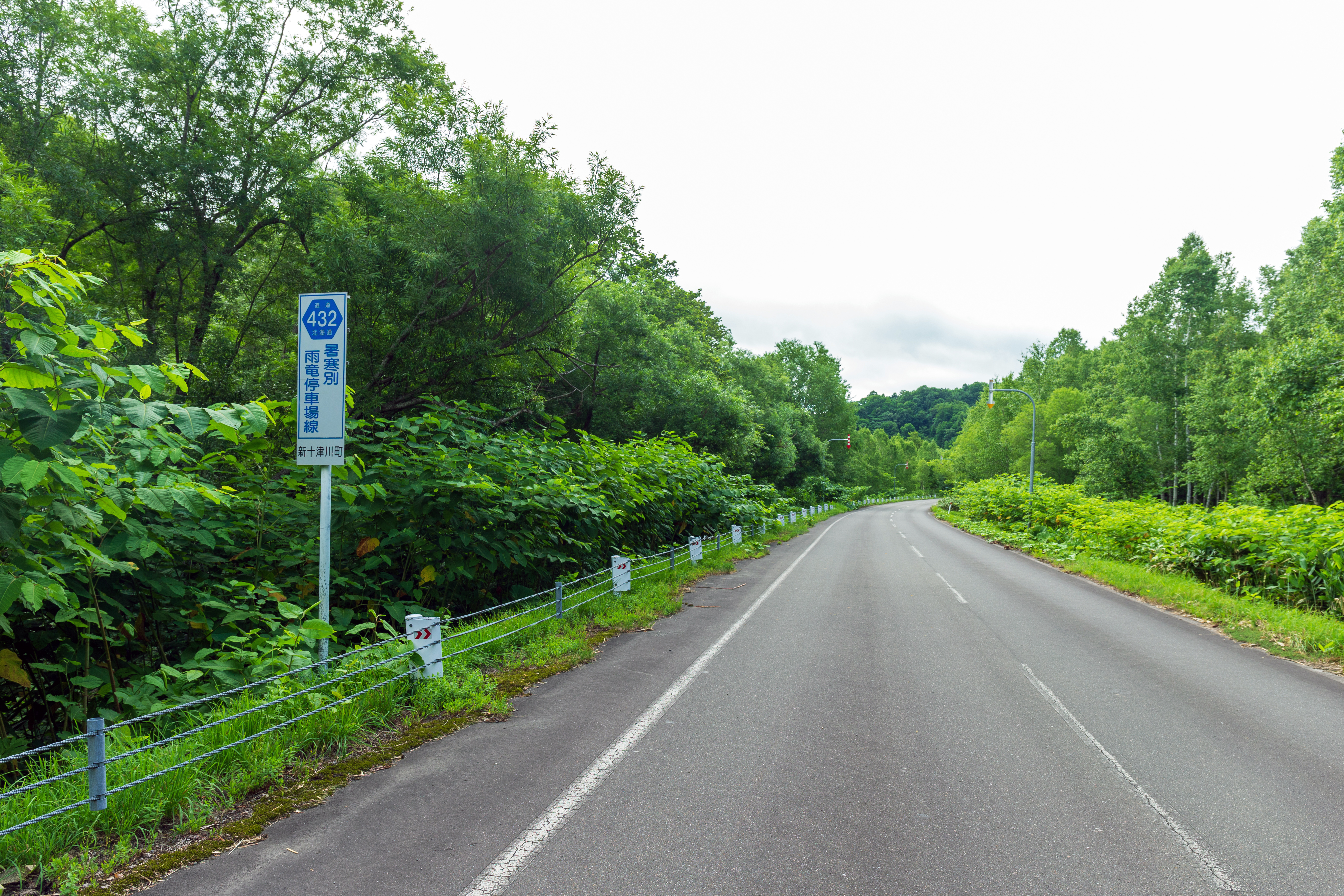
舗装区間

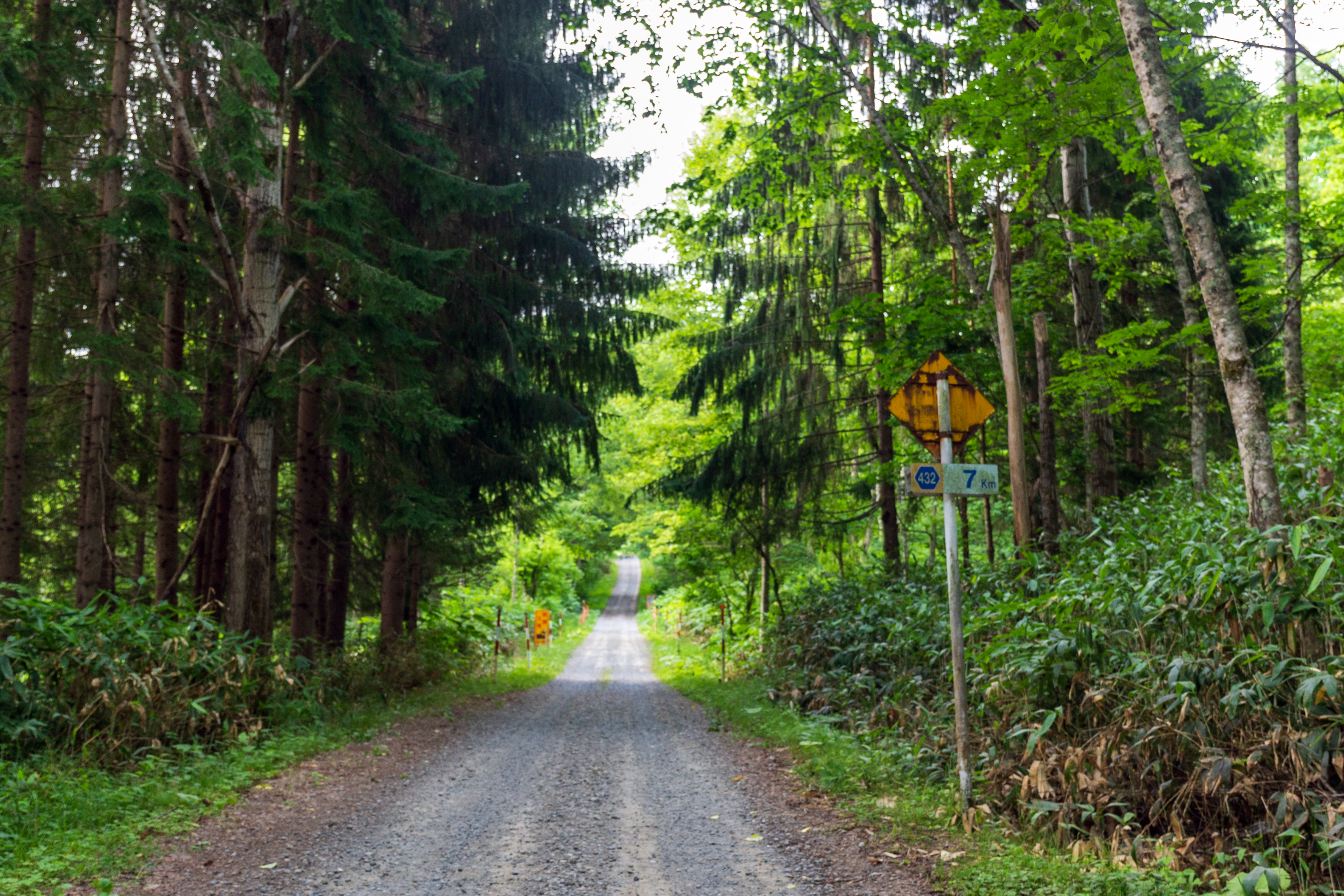
未舗装区間

北海道道432号暑寒別雨竜停車場線（ほっかいどうどう432ごう しょかんべつうりゅうていしゃじょうせん）は、北海道雨竜郡雨竜町国領から樺戸郡新十津川町を経由して雨竜町中心部に至る一般道道（北海道道）である。
起点にあたる雨竜沼湿原ゲートパーク入口から尾白利加ダムまでの間は未舗装区間が存在する。

## 路線データ
- 起点：北海道雨竜郡雨竜町国領
- 終点：北海道雨竜郡雨竜町7区（旧国鉄 札沼線 雨竜駅跡）
- 路線延長：21.3 km（総延長）

## 歴史
- 1962年（昭和37年）8月1日 - 上尾白利加雨竜停車場線として路線認定[1]。
- 1969年（昭和44年）6月18日 - 路線名を暑寒別雨竜停車場線に変更[2]。

## 道路状況

### 重複区間
雨竜町
- 7区（国道275号）

## 地理

### 通過する自治体
- 空知総合振興局
  - 雨竜郡雨竜町 - 樺戸郡新十津川町 - 雨竜町 - 新十津川町 - 雨竜町

### 交差する道路
雨竜町
- 国道275号 - 7区（重複）
- 北海道道279号江部乙雨竜線 - 6区・7区